# Denis Colombi
 (février 2022).
Denis Colombi, né en 1983, est un enseignant de l'enseignement secondaire, agrégé en sciences économiques et sociales. Il est également chercheur associé au Centre de sociologie des organisations.

## Carrière
Enseignant agrégé en lycée, Colombi est l'auteur d'une thèse de doctorat en sociologie intitulée « Les usages de la mondialisation : mobilité internationale et marchés du travail en France ». Il a également publié trois articles universitaires au cours de sa carrière, tous dans la revue Zilsel entre 2017 et 2020.
Il est notamment devenu[Quand ?][Jusqu'à quand ?] chercheur associé au Centre de sociologie des organisations et responsable de la rubrique « Comptes rendus » de la Revue française de sociologie[réf. nécessaire].
Il a animé à partir de 2006 le blog « Une heure de peine », y écrivant des articles dans lesquels des notions de sciences sociales sont appliqués à des problèmes sociaux ou à des questions d'actualité. Ce travail aboutit en 2020 à un livre, Où va l'argent des pauvres. Fantasmes politiques, réalités sociologiques. L'auteur y traite de la pauvreté en mobilisant des notions des sociologie pour élucider ce problème social, prenant à rebours nombre de clichés,,,,. À ce titre, il est sollicité pour exposer son travail, par des questions d'actualité sur ce thème,,,,.
En 2024, il publie une première novella de science fiction intitulée Au cœur des Méchas.

## Publications
- Où va l’argent des pauvres. Fantasmes politiques, réalités sociologiques, Paris, Payot, 2020  (ISBN 9782228925419)[5]
- « Portrait du capitaliste en auteur de science-fiction », AOC, mardi 25 janvier 2022. [lire en ligne (page consultée le 11 février 2022)]
- « Mondialisation (sociologie) », Encyclopædia Universalis [en ligne], consulté le 11 février 2022. [lire en ligne (page consultée le 11 février 2022)]
- Pourquoi sommes-nous capitalistes (malgré nous) ? Dans la fabrique de l’homo oeconomicus, Paris, Payot, 2022  (ISBN 978-2-228-92971-4 et 2-228-92971-9)[13]
- Qui travaille vraiment. Essai sur l’invisibilisation du travail, Payot, 2024
- Au coeur des Méchas, 2024, Éditions 1115,  (ISBN 978-2-38563-017-1)